# Cafam
Cafam, Caja de Compensación Familiar es una  caja de compensación de Colombia que tiene farmacias, hoteles, Centro de Convenciones, Club Recreativo, Colegio, Fundación Universitaria Cafam, entre otros y ofrece Servicios de Subsidio, Créditos, Seguros, Turismo, Salud, Educación, Vivienda.
Para 2024 contaba con más de 800 mil afiliados.

## Historia
Cafam incursiona en el mercado en 1957 con la apertura de una pequeña farmacia ubicada en la calle 51, la cual años más tarde se convirtió en supermercado, uno de los primeros de Bogotá. El primer Director administrativo de Cafam fue Richard F. Lankenau. Posteriormente empezó su proceso de expansión, con la apertura de su segundo punto de venta, ubicado en la Avenida Chile, así continua, hasta que en años posteriores, bajo la dirección general de Arcesio Guerrero Pérez, Cafam, adquirió un gran lote ubicado en el barrio la Floresta de Bogotá, donde se inaugura uno de los más modernos y grandes Supermercado de la capital.
En 1993, en Colombia se estableció la ley 100, la cual otorgó a las Cajas de Compensación la posibilidad de formar parte del, entonces, nuevo Sistema de Seguridad Social Integral, otorgándosele nuevos espacios en el Sistema de Pensiones y Salud. De esta manera, en 1995, Cafam, en sociedad con Colsubsidio creó la Entidad Promotora Salud, (E.P.S.) Famisanar.
En 2013 se funda la Fundación Universitaria Cafam, Unicafam, la cual opera en las instalaciones de Cafam Floresta, ésta ofrece descuentos a los afiliados de la caja de compensación, permite a estudiantes de colegios asistir a las primeras clases de una carrera y ofrece tanto programas de extensión, como programas tecnológicos, universitarios y posgrados.
En 2015, Cafam tomó la administración de las droguerías del Grupo Éxito mientras que la red de supermercados cambió su administración y sus puntos empezaron a denominarse Éxito, Éxito WOW, Éxito Súper, Éxito Vecino O Carulla.
Los Supermercados Cafam conformaron la más grande cadena de mercadeo social del país, con más de 70 puntos de venta a su disposición en Bogotá los sectores de Ciudadela Cafam de la Localidad de Suba y Quirigua de la localidad de Engativá, Madrid, Soacha, Facatativá, Chía, Zipaquirá, Centro de Vacaciones Cafam Melgar, y con presencia nacional en Pereira, Cartagena y con algunos eventos puntuales en Medellín, Armenia y Bucaramanga.
Cafam, tiene dos centros vacacionales, ubicados, en Melgar, en los llanos orientales, y tiene participación en el hotel Corales de Indias, en Cartagena, a su vez posee un Club Campestre ubicado en la Autopista del Norte en Bogotá. También tiene, en pleno corazón de la ciudad, el Colegio Cafam, el cual está catalogado como uno de los mejores de la ciudad y uno de los más exclusivos colegios de Bogotá. A su vez, Cafam está catalogada como una de las empresas más importantes en recreación, siendo pionera en esta área.

## Deporte
Cafam ha sido patrocinador del plantel profesional de Millonarios Fútbol Club, desde el segundo semestre de 2007. Desde entonces, la caja de compensación ha aparecido ininterrumpidamente en la parte posterior de las camisetas del equipo. Estuvo en varias épocas de crisis como en la temporada 2009-10. 